# Ari Gameplays
Abril Abdamari Garza Alonso (Ciudad Juárez, Chihuahua, 28 de febrero de 1998), conocida como Ari Gameplays (a veces estilizado AriGameplays) o Aria Bela, es una streamer, tiktoker, youtuber, cosplayer y cantante mexicana. Con 7.1 millones de seguidores, su canal de Twitch es el vigésimo sexto más seguido a nivel mundial y el segundo con más seguidores perteneciente a una streamer femenina en dicha plataforma, así como la usuaria número 136 con más seguidores en TikTok, contando con 25.4 millones de seguidores.

## Primeros años
Abril nació el 28 de febrero de 1998 en Ciudad Juárez, Chihuahua, pero años más tarde se trasladó a Monterrey. Desde temprana edad se interesó por los videojuegos, mientras estudiaba ciencias de la comunicación en la Universidad Autónoma de Nuevo León, de la cual se retiró debido a su éxito en las redes sociales.

## Carrera
El 29 de julio de 2014 subió su primer video a YouTube. Inicialmente, subía tutoriales y contenido de interés femenino. Posteriormente optó por dedicarse a los vlogs y let's plays. Los videojuegos con los que más alcance tuvo en esa plataforma fueron Minecraft, Grand Theft Auto V, Fortnite, Overwatch y Planet Coaster. Más tarde, el 17 de febrero de 2019, abrió su canal secundario de YouTube, que está activo en periodos intermitentes.
En 2016 comenzó a transmitir en Twitch, donde logró posicionarse como la segunda streamer femenina más seguida, con alrededor de 1.35 millones. En junio de 2018 participó en un torneo Fortnite Battle Royale organizado por el streamer español El Rubius en Gamergy 2018. Entre el 18 y 19 de mayo de 2019 fue invitada al festival mexicano Open.GG. En septiembre de 2019, fue invitada de lujo en el torneo The International 2019 Dota 2 en La Paz (Bolivia). En marzo de 2020, tras sufrir un baneo en Twitch, migró a Facebook Gaming. En julio de 2020, después de acostumbrarse al algoritmo de Facebook, abrió su cuenta en MiPriv. En agosto del 2021, participó en Tortillaland, una serie de contenido de Minecraft organizada por AuronPlay. El 10 de septiembre de 2021 anunciaría que regresaría a Twitch. En abril de 2022, participó en la serie de contenido de Fortnite sin construcción Cero Albañiles, organizada por TheGrefg. En junio del 2022 fue invitada al evento de boxeo La Velada del Año 2 organizado por Ibai Llanos, donde se convirtió en campeona. En junio de 2022 apareció en la tercera edición del evento Dame la Pasta Twitch, organizado por el streamer español Ibai Llanos. En agosto de 2022 participó en la secuela de Tortillaland 2. En 2023 llevó a cabo la conducción de la alfombra azul de los ESLAND 2023, premiación a los creadores de contenido digitales organizada por TheGrefg. También fue la encargada de conducir La Velada 3 en España organizado por Llanos. 

### Otras actividades
En 2022 presentó una colección de ropa limitada junto con El Rubius, bajo el nombre de MadKat X Ari Gameplays, En julio de 2022, lanzó su propia colección de ropa en colaboración con la empresa Shein.  En octubre de 2022, fue anunciada como la cara de los auriculares Kraken Kitty V2 Pro de Razer.
El 22 de abril de 2025, debutó en la música bajo el alter ego musical de Aria Bela. Ese día, lanzó su primera canción, Pilates.

## Vida personal
El 5 de octubre de 2019 se casó con el streamer colombiano Juan Guarnizo. Sin embargo, el 18 de septiembre de 2024, la pareja anunció su divorcio a través de una transmisión en directo por la plataforma Twitch.

## Controversias
En enero de 2019 se vio envuelta en una polémica con la streamer panameña Windy Girk, quien la acusó de «hacer stream sniping» para perjudicarla en un servidor de Fortnite en el que habían coincidido. En marzo de 2021, Windy Girk la acusó nuevamente de «usar bots para denunciar sus redes sociales, eliminar sus publicaciones, videos y transmisiones», según su declaración. En febrero de 2023 tuvo una nueva polémica con el youtuber Temach, tras varias acusaciones muchas personas le han apropiado a la streamer el apodo de "3.99", refiriéndose al precio de suscripción en su cuenta ya cerrada de Priv.

## Discografía

### Sencillos
| Año  | Título  | Álbum              |
| ---- | ------- | ------------------ |
| 2025 | Pilates | Sencillo sin álbum |
| 2025 | Online  | Sencillo sin álbum |
| 2025 | Gameboy | Sencillo sin álbum |
| 2025 | Wifey   | Sencillo sin álbum |

## Premios y nominaciones
| Año  | Ceremonia                  | Categoría                  | Nominación a                  | Resultado | Ref.   |
| ---- | -------------------------- | -------------------------- | ----------------------------- | --------- | ------ |
| 2018 | Eliot Awards               | Gamer                      | Ella misma                    | Nominada  | [ 59 ] |
| 2019 | MTV Millennial Awards      | Streamer del año           | Ella misma                    | Nominada  | [ 60 ] |
| 2021 | MTV Millennial Awards      | Streamer del año           | Ella misma                    | Nominada  | [ 61 ] |
| 2022 | MTV Millennial Awards      | Pareja en llamas           | JuanSGuarnizo y Ari Gameplays | Nominada  | [ 62 ] |
| 2022 | MTV Millennial Awards      | Streamer del año           | Ella misma                    | Nominada  | [ 62 ] |
| 2022 | Eliot Awards               | El mejor agente            | Ella misma                    | Nominada  | [ 63 ] |
| 2022 | Equinox LATAM Game Awards  | Mejor creador de contenido | Ella misma                    | Ganadora  | [ 64 ] |
| 2024 | Kids' Choise Awards México | El Bob De Tu Patricio      | Ella misma junto a Rivers     | Nominada  | [ 65 ] |
| 2024 | Kids' Choise Awards México | Dupla Gamer Favorita       | Ella misma junto a Rivers     | Nominada  | [ 65 ] |